# Santa Clara (Durango)
Santa Clara é um município do estado de Durango, no México.